# Kenwyn
Kenwyn est une paroisse civile des Cornouailles, en Angleterre.